# 弗雷德·理查德
弗雷德里克·纳撒尼尔·理查德（英語：Frederick Nathaniel Richard，2004年4月23日—），美国男子竞技体操运动员，2023年世界竞技体操锦标赛男子团体全能和男子个人全能铜牌得主、2024年夏季奥林匹克运动会男子团体全能铜牌得主。